# المسيجيد (مذيخرة)

تعديل مصدري - تعديل

المسيجيد محلة تابعة لقرية ذي عويد، التابعة لعزلة الاشعوب بمديرية مذيخرة إحدى مديريات محافظة إب في الجمهورية اليمنية، بلغ تعداد سكانها 445 حسب تعداد اليمن لعام 2004.